# Sos, Lot-et-Garonne
Sos là một xã thuộc tỉnh Lot-et-Garonne trong vùng Nouvelle-Aquitaine phía tây nam nước Pháp. Xã này nằm ở khu vực có độ cao trung bình 132 mét trên mực nước biển.